# Papež Inocenc XI.
Blaženi Papež Inocenc XI. (rojen kot Benedetto Odescalchi), italijanski rimskokatoliški duhovnik, škof in kardinal, * 19. maj 1611, Como, † 12. avgust 1689 Rim (Papeška država).
Papež je bil med letoma 1676 in 1689.

## Življenjepis

### Poreklo in mladost
Benedetto Odescalchi se je rodil v Comu 15. maja 1611; njegov oče je bil tamkajšnji plemič Livio Odescalchi, mati pa Paola Castelli Giovanelli iz Gandina. Njegovi bratje in sestre so bili Carlo, Lucrezia, Giulio Maria, Constantino, Nicola in Paolo. Znane cerkvene osebnosti so bili po njegovi sestri Lukreciji nečaki kardinal Benedetto Erba Odescalchi in kardinal Carlo Odescalchi.
Odescalchijevi, družina malega plemstva, so bili uspešni v podjetju. 1619 je Benedettov brat ustanovil banko s tremi strici v Genovi, ki je kmalu zrastla v uspešno posojilnico. Ko je končal osnovno šolo (gramatiko in književnost), se je 15-letni Benedetto preselil v Genovo, da bi sodeloval pri družinskih poslih kot vajenec. Opravljali so uspešne gospodarske posle s strankami po večjih italijanskih in evropskih mestih, kot so Nürnberg, Milano, Krakov in Rim.
1626. leta je Benediktov oče umrl, in je začel šolanje humanističnih ved pri jezuitih v njihovem krajevnem zavodu, dokler se ni preselil v Genovo. 1630 je za las preživel ob izbruhu kuge, ki je odnesla njegovo mater. Po 1632 je sklenil oditi v Rim in nato v Neapelj. Mikal ga je vojaški stan, a si je izbral študij prava, ki ga je končal 1639 v Neaplju z doktoratom, potem pa se je nenadno odločil za duhovniški poklic. Živel je zgledno, bil je pošten in preprost, odlikoval se je v dobrodelnosti. 

### Cerkvene službe
Postal je apostolski protonotar, predsednik apostolske zbornice, poverjenik za Rimsko marko in upravnik Macerate. 6. marca 1645 ge je papež Inocenc X. (1644–1655) imenoval za kardinala-diakona s pripadajočo mu diakonijo Santi Cosma e Damiano. Nato je postal odposlanec v Ferrari. Ljudstvo je takrat pestila huda lakota in papež jim ga je predstavil kot "pohlevnega očeta ubogih" - latinsko mittimus patrem pauperum.
4. aprila 1650 je postal Odescalchi škof Novare, kjer je vse svoje škofijske dohodke namenil za lajšanje revščine in za bolnike v škofiji. Sodeloval je v konklavu 1655. S papeževim dovoljenjem se je odpovedal novarski škofiji v korist svojega brata Giulia 6. marca 1656 ter odpotoval v Rim, kjer je postal vpliven svetovalec v različnih papeških združbah. Sodeloval je tudi v konklavu 1669–1670. 
- 15. maj 1640: protonotar;
- 1642: referendarij pri Apostolski signaturi. Polagoma je postal predsednik apostolske zbornice;
- Izredni upravitelj v Anconi in na podeželju;
- Izredni davčni izterjevalec v Markah;
- 1644: upravnik Macerate (kar mu je prineslo naslov vladarja Mark). Obenem je postal vladar Ascoli Picena;
- 6. marec 1645: postane kardinal-diakon;
- 24. april 1645–21. april 1659: sprejme diakonijo pri Santi Cosma e Damiano;
- 22. januar 1647–4. april 1650: prefekt Apostolske signature;
- 15. junij 1648–1651: apostolski odposlanec v Ferrari;
- 4. april 1650–6. marec 1656: škof v Novari;
- 21. april 1659–21. september 1676: kardinal-duhovnik pri Sant'Onofrio;
- 12. januar 1660–24. januar 1661: predsednik kardinalskega zbora;
- 21. september 1676: izvoljen za rimskega papeža;
- 4. oktober 1676: ustoličenje in kronanje.
- 7. oktober 1956: papež Pij XII. ga je poblaženil, tj. prištel k blaženim.

## Papež

### Izvolitev
Odescalchi je bil resen papeški kandidat že po smrti Klemena IX. (1667–1669) leta 1669, toda francoska vlada ga je z uporabo veta zavrnila. Po smrti Klemena X. (1670–1676) je nameraval Ludvik XIV. (1643–1715) zopet uporabiti svoje kraljeve pravice (t.im. regalije) zoper njegovo izvolitev. Uvidel pa je, da ga hočejo tako kardinali kot Rimljani za papeža, ter je nejevoljno naročil francoski stranki kardinalov, naj privolijo v njegovo izvolitev.
Glasove sta takoj dobivala dva kandidata, oba zaslužna in sposobna: Celio Piccolomini, ki ga je podpirala družina Altieri, ter Benedetto Odescalchi, ki ga je podpirala družina Chigi. Imeli so ga za svetega Karla Boromejskega kardinalskega zbora. Užival je torej ugled svetnika in bilo je splošno znano, da si ne želi papeškega prestola. Najprej je dobival več glasov Celio, vendar ne dovolj za izvolitev; polagoma pa se je tehtnica začela nagibati na Benediktovo stran. 
63 kardinalov je končno izvolilo v konklavu, ki je trajal od 2. avgusta do 21. septembra 1676, v Apostolski palači Odescalchija za papeža. Ime Inocenc XI. si je izvolil v čast Inocenca X., ki ga je odel s škrlatom 1645, kakor tudi zaradi prijateljstva s kardinalom Alderanom.  
20. septembra zvečer so se kardinali-volivci zbrali v kapeli in mu vsi brez izjeme poljubili roko, kar je bilo zadostno znamenje za izvolitev. Odescalchi je bil tako presenečen, da je izbruhnil v jok in rotil škrlatnike, naj izvolijo koga drugega. Šele ko so ga prepričali, da bi podaljšanje konklava škodovalo Cerkvi, se je vdal. Zahteval je še eno glasovanje in 21. septembra je dobil vseh 47 glasov. Njegovo železno voljo so zaslutili med drugim tedaj, ko so morali kardinali-volivci kot condicio sine qua non podpisati posebne pogoje, pod katerimi bo izvolitev pripravljen sprejeti: Benedetto Odescalchi je hotel imeti proste roke pri prenovi Cerkve, najsi gre za klerike ali laike. 
Kronanje in ustoličenje je opravil 4. oktobra protodiakon, kardinal Francesco Maidalchini  . Obred je bil skrajnje preprost in zmeren; novi papež je namreč hotel, da denar, ki ga bodo s tem prihranili, razdelijo rimskim revežem in cerkvam. 
Lateransko baziliko je sprejel v posest 8. novembra 1676. 
Inocenc ni izgubljal časa in je že takoj na začetku pokazal svojo gorečnost za odpravo človeških razvad in popravo upravnih zlorab. 

### Bitka zaDunaj
Inocenc XI. je vztrajno spodbujal ustvarjanje Svete zveze (1684), ki je povezala med seboj nemške državice in poljskega kralja Jana Sobieskega, ki se je 1683 izkazal pri bitki za Dunaj, ko je porazil Otomane. Po zmagi je Inocenc spodbujal krščanske vladarje, naj pomagaju pri zgonu Turkov iz Ogrskega kraljestva. Priložil je milijone škudov v podporo Avstriji in Ogrski.
31. marca 1683 mu je uspelo nagovoriti poljskega kralj Jana Sobieskega in svetorimskega cesarja Leopolda na sklenitev obrambene zveze proti Turkom s poldrugim milijonom zlatnikov. Istočasno je zaukazal javne molitve v ta namen ter 11. augusta 1683 odprl izredno sveto leto. 
Krščanska vojska je 12. septembra 1683 osvobodila Dunaj od obleganja, in kmalu nato, 2. septembra 1686, uspešno iztrgala Turkom iz rok tudi Budo. Leto pozneje je bilo ponovno vzpostavljeno Ogrsko kraljestvo, po 161 letih kot samostojna država – in kmalu je bilo razširjeno po svoji zgodovinski nekdanji površini.
Kot zadoščenje je papež Inocenc XI. še doživel osvoboditev Beograda 6. septembra 1688, ki pa so ga Turki čez dve leti ponovno osvojili. Za njegov prispevek k obrambi pred Turki so mu zgodovinarji dodelili pridevek Branilec krščanskega Zahoda. »Tvoja desnica, Gospod, je premagala sovražnika,« je dal Inocenc XI. vtisniti na spominske kovance in za vso Cerkev zapovedal poseben praznik v čast Marijinemu imenu.
Kot spomin na zmago pri Dunaju je papež razširil že obstoječi praznik Marijinega imena na vso Cerkev; z odlokom z dne 5. februarja 1685 je postavil praznik v božično osmino. Pij X. ga je vrnil na stari datum. Pavel VI. je praznik izbrisal iz Rimskega koledarja, a Janez Pavel II. ga je vrnil kot neobvezni god oziroma spomin. 

### Cerkvene zadeve

#### Splošne cerkvene določbe
- Taxa Innocentiana: tako so imenovali odlok, ki ga je izdal 1. oktobra 1678 in je določal dajatve za določene škofijske pisarniške usluge. Nekatere storitve so bile zastonj, kot npr.: sprejem ali odpust iz določenega delovnega razmerja; ustanova nadarbin; spregled od zakona, ki je bil sklenjen pa ne izvršen. Smeli pa so sprejemati prostovoljna darila.
- Kandidati za duhovništvo morajo pred posvečenjem opraviti desetdnevne duhovne vaje.
- 11. septembra 1681 je napovedal izredno sveto leto za pridobitev Božje pomoči zoper težave, ki so pestile Cerkev [18].
- 3. julija 1686 je Inocenc XI. dovolil katoličanom branje dela Skrivnostno Božje mesto ("Mística Ciudad de Dios"), ki ga je napisala španska redovnica María di Ágreda. Knjigo je dokončala 1650; po različnih prepirih je besedilo prišlo na cerkveni Seznam prepovedanih knjig (Indeks); končno pa je papež odoril branje te sporne knjige.
- Podpiral je verouk otrok, vojakov in vseh vernikov ter napravil tovrstni učni načrt, kakor tudi učiteljišče za veroučiteljice, ki so jih imenovali maestre Odescalchi. [19] Vztrajal je, da morajo rimski župniki imeti ustrezen verski nauk za mladino. Pod kaznijo izobčenja je zahteval od staršev, da pošiljajo svoje otroke k veroučnim uram. [20]

#### Rimska kurija
Med svojim papeževanjem je Inocenc XI. podelil kardinalski klobuk 43 kardinalom v dveh konzistorijih – med drugimi tudi svojemu nasledniku Inocencu XII.. 
Inocenc XI. ni hotel podeliti nobenemu od svojih sorodnikov kake javne službe; nepotizem je neusmiljeno preganjal ter ga prepovedal tudi kardinalom pod kaznijo izobčenja; odpravil je tudi sinecure.
Inocenc torej ni odobraval prakse, po kateri so papeži imenovali kardinala-nečaka; odločno je zavračal nepotistične težnje, ki so prihajale iz papeškega dvora, naj dovoli svojemu edinemu nečaku, knezu Liviju Odescalchiju, da pride v Rim, vendar je imenoval za škrlatnika svojega daljnjega sorodnika Karla Cicerija, in sicer 2. septembra 1686 .

#### Redovi in verske ustanove
Barnabiti
Barnabiti (latinsko clerici regulares Sancti Pauli; italijansko chierici regolari di San Paolo; angleško Clerics Regular of St. Paul, Barnabites) so verska družba papeškega prava s kratico B. Papež je spremenil ustanovne določbe, ki jih je potrdil papež Aleksander VII. ter je dovolil rednim klerikom svetega Pavla  pridobivanje premoženja tako v Rimu kot v Milanu.
Bartolomiti
7. junija 1680 je papež potrdil redovno skupnost, ki jo je ustanovil nemški duhovnik Bartolomeo Holzhauser, latinsko Institutum clericorum saecularium in communi viventium, med ljudstvom znani kot bartolomiti.
frančiškani
20. novembra 1679 je papež oblavil motuproprij Sollicitudo pastoralis glede frančiškanskih pravil.
jezuiti
Kot odgovor na prošnjo flamanskega misijonarja Verbiesta, ki je bil vice-provincijal reda na Kitajskem, je papež dovolil kitajskim kristjanom sodelovanje pri tradicionalnih obredih, ki jih niso smatrali za verske, ampak narodne civilne prireditve. Dopis s 3. decembra 1681 je potrdil prejšnje določbe Klemena XI. in Aleksandra VII. .

certozini
Z apostolskim odlokom Iniunctum nobis ("Ukazano nam je bilo") z dne 27. marca 1688 je potrdil pravila reda certozinov.

#### Vzhodne Cerkve
- 1681 je podelil palij in naslov patriarha Katoliške kaldejske Cerkve Maru Jožefu I., nadškofu Amide.

#### Misijoni
- 1687 je papež poslal v misijone na Borneo teatinca Antonina Ventimiglia, ki je prispel na otok 1689, a 1691 postal prvi škof na tem indonezijskem otoku;
- Imel je navado praviti, da je prva papeževa dolžnost širjenje in obramba katoliške vere. Zato je ustanovil nove škofije v Braziliji ter dominikanski univerzi v Manili na Filipinskem in v Guatemali; podpiral je tudi karmeličanske misijone v Perziji;
- Da bi bil papež popolnoma na tekočem glede krajevnih razmer, je imel navado osebno sprejemati misijonarje. Tako je zvedel za suženjstvo, ki je bilo razširjeno med tamkajšnjimi ljudstvi. Zato si je prizadeval za odpravo trgovine s sužnji.

### Verski in nravni nauk

#### Bogoslužje
30. aprila 1686 je Inocenc XI. omogočil prejem popolnega odpustka ne le za romarje v Sveto deželo, ampak tudi za obiskovalce frančiškanskih cerkva, če so sodelovali pri pobožnosti Križevega pota; do tedaj so opravljali to pobožnost samo frančiškani. Papež jo je razširil na prisostvovanje vseh vernikov. .

1688 je dal svoj placet k izdaji Rimskega brevirja v dalmatinski staroslovanščini za latinski obred, kakor tudi za Ruse in Bolgare vzhodnega obreda.

#### Nravne določbe
- Inocenc XI. je objavil bulo Sanctissimus Dominus Noster[26] z dne 4. marca 1679, v kateri je obsodil 65 točk, ki so podpirale svobodnejšo razlago nekaterih moralnih področij, med katerimi se dve nanašata na splav. V točki 34 je tako izrečno obsodil izvedbo splava. Obsodil je tudi točko 35, ki pravi: "Zdi se verjetno, da zarodek (fetus), kakor dolgo se nahaja v maternici, še nima razumne duše, ki jo dobi šele z rojstvom; dosledno s tem moramo reči, da splav ni človekomor."[27]

- Inocenc XI. je ponovno obsodil probabilizem, kakor ga je že poprej obsodil njegov predhodnik Aleksander VII. z odlokom Cum ad aures z dne 12. februarja 1679)[28][29].
- 4. marca 1687 je obsodil z bulo 65 točk kot laksnih, širokovestnih – tj. laksizem, ki so ga zagovarjali trije španski jezuiti: Tommaso Sanchez (1550–1610), Antonio Escobar (1589–1669) in Francisco Suárez (1548–1617). Te propositiones laxorum moralistarum je prepovedal poučevati pod kaznijo izobčenja. [30]
- V nasprotju s probabilizmom je nastala sredi 17. stoletja nova smer: probabiliorizem, ki so jo začeli 1656 poučevati dominikanci; tako je 1680 Inocenc XI. dovolil tudi jezuitom tako učenje [31][32].
- 1675 je objavil španski duhovnik  Molinos, ki je živel v Rimu od 1663 in je bil sicer s papežem v prijateljskih odnosih, delo Guida spirituale[33]. Delo je imelo mnogo dobrih prvin, in je bil v začetku nad njim navdušen tudi papež. Opazil pa je, da Molinos priporoča slepo zaupanje v Božjo navzočnost brez sodelovanja volje pri napredovanju v popolnosti[34]. 1685 je rimska inkvizicija ukazala njegov zapor. Inocenc XI. je obsodil Molinosov kvietizem kot heretičen z apostolskim odlokom Coelestis Pastor z dne 20. novembra 1687. [35]

#### Odnosi sprotestantskoskupnostjo
Inocenc XI. je spodbujal pogovor s protestanti, ki ga je vodil španski frančiškan Cristoforo Royas de Spinola, škof v Nemčiji; sestavil je spis s skupnimi točkami verovanja med katoličani in luterani ob sodelovanju luteranskega opata Molanusa  .

#### Odnos doJudov
Inocenc XI. je pokazal precejšnjo občutljivost v odnosih z Židi po italijanskih državicah. Prisilil je Benetke, da pustijo na svobodo židovske ujetnike, ki jih je zaprl 1685 Morosini 
Odločno je nasprotoval prisilnemu pokrščevanju, ki je pojenjalo pod njegovim papeževanjem, čeprav mu te prakse ni uspelo popolnoma zatreti. 30. oktobra 1682 pa je izdal sporen odlok, po katerem so morali rimski judje prenehati s posojanjem denarja, s čimer naj bi se okoristili njegovi bratje, ki so igrali vodilno vlogo v evropskem denarništvu. V prepričanju, da bi ta ukrep povzročil veliko revščine in težave s preživljanjem, je zahteve odloka dvakrat preložil. 

### Mednarodna politika

#### Odnosi s Francijo
Francoski kralj Ludvik XIV. je že 1670 z vetom preprečil Odescalchijevo izvolitev za papeža, leta 1676 pa je le nejevoljno privolil. Kralj je omejeval svobodno delovanje Cerkve, zlasti pri imenovanju škofov. Inocenc je poslal kralju tri uradne listine in ga v njih opozoril, naj se boji nebeške jeze. V odgovor je kralj 1681 sklical francosko duhovščino – Assemblée générale du clergé de France – ki se je postavila na stran kralja in naslednje leto izdala »štiri galikanske člene«, ki zagovarjajo kraljevo vpletanje v cerkvene zadeve. 
Vladarsko samodrštvo (absolutizem) so prenašali tisti škofje, ki jim je to ustrezalo: tako so postali škofje dvorski škofje, ki so se vključili v novo dvorno plemstvo. Vsebina štirih galikanskih členov iz 1682 (francosko quatre articles galicans de 1682) je naslednja: 
1. papeška vrhovna cerkvena oblast se nanaša samo na duhovno področje, medtem ko je svetno področje od nje neodvisno;
2. papeška vrhovna oblast je podvržena vesoljnemu cerkvenemu zboru;
3. papeško upravo je treba izvajti v skladu s krajevnimi izročili (t.im. galikanskimi svoboščinami);
4. papeške verske odločitve postaneje dokončno veljavne šele, če jih potrdi koncil. [40]

Papež je v odgovoru poudaril, da nima v verskih in nravnih zadevah nad papežem oblasti niti koncil niti kralj. 
Francoski dvor je poleg tega poskušal vse mogoče, da bi odvrnil od protiturške zveze Poljsko in Bavarsko, vendar Francija te zveze ni mogla preprečiti – kar je pripeljalo do krščanske zmage pri Dunaju 1683.

#### Odnosi z Anglijo
V pontifikat Inocenca XI. pada tudi padec Stuartov in prevrat iz 1688, h kateremu je prispeval tudi Jakob II. s svojimi samodržnimi teženji za pokatoličanjenje dežele ter za omejitev pristojnosti parlamenta. Kakor papež ni odobraval nasilnega spreobračanja hugenotov, ki ga je zganjal Ludvik v Franciji, tako ni odobraval nerazumnih ukrepov, s katerimi je Jakob II. menil podpreti katoliško zadevo. Papež se je obenem bal, da bi prevelika Jakobova navezanost na Francijo še bolj otežila položaj katoličanov v obeh deželah. 
Najnovejše raziskave tudi zanesljivo kažejo, da papež ni vedel ničesar o nameravanem vpadu protestanta Viljema III.; kaka pomoč Viljemu pa ni bila niti mogoča zaradi podpiranja tekoče vojne s Turki. 
Tozadevne očitke zopet beremo tudi v sodobnem zgodovinsko-kriminalnem romanu zakoncev Monaldi-Sorti - ki je ob izidu 2002 povzročil pravi vihar v Italiji in drugod - in ima naslov Imprimatur ter je prvi od romanov sedmeroknižja. Nadaljevanje - kjer je omenjen na podoben način naslednik Inocenc XII. - nosi naslov Secretum.
Ne preseneča, da Inocenc XI. ni bil naklonjem angleškemu kralju v njegovem načinu nasilnega pokatoličanjenja dežele, podobno kot je bil nasprotnik še bolj nasilnega spreobračanja francoskih hugenotov. Nobenega temelja nima obdolžitev, da je vedel za Viljemove načrte; še manj pa obtožba, da je pri Jakobovem strmoglavljenju sam sodeloval. 

#### Odnosi z zunajevropskimi vladarji
1688 je papež sprejel odposlanstvo Siamskega kralja Naraja , ki je med obiskom v Evropi obiskalo Vatikan v Papeški državi in Francijo. .

## Dela
- »Documenta Catholica Omnia« (v latinščini). Cooperatorum Veritatis Societas. Pridobljeno 6. decembra 2011.

### Navedek
“Come dall’Oriente a noi era venuta la fede, così doveva l’Occidente ridarla agli orientali”. 
Kakor je z Vzhoda prišla vera k nam, tako jo mora ponovno dati Zahod vzhodnjakom.

## Smrt in spomin

### Zadnji dnevi in smrt
Papežu se je zdravje poslabšalo junija 1689. Odpovedal je kardinalski konzistorij napovedan za 19. junija in tudi avdienco, načrtovano za 21. junija. 25. junija je nenadoma dobil vročino, a 29. junija ni mogel več maševati za praznik sv. apostolov Petra in Pavla, ter je kardinal Chigi maševal namesto njega. Zdravje se mu je hudo poslabšalo 2. julija; po operaciji leve noge je nastopilo olajšanje; 31. julija so ga še trikrat operirali na desni nogi v roku treh dni. Papež je prejel sveto popotnico 9. avgusta, ker so zdravniki menili, da mu preostane le še malo življenja. 11. avgusta ga je kardinal Colloredo opomnil, da bi moral prišteti deset mož med škrlatnike, vendar je papež pobudo zavrnil. 12. avgusta ni mogel več govoriti in je imel oteženo dihanje. 
Inocenc XI. je umrl 12. avgusta 1689 ob 22h po rimskem času. Zaradi ledvičnih kamnov je hudo trpel že sedem let, ter je prišlo do ledvične odpovedi. 

### Nagrobnik
Pokopali so ga v Baziliki sv. Petra pod lastnim nagrobnikom blizu Klementinske kapele, ki ga je naročil njegov nečak Livio Odescalchi. 
V Rimskem vodiču piše, da je bil Inocenčev grob pod njegovim spomenikom pri Sv. Petru in sicer blizu spomenika in groba Leona XI.  Enako tudi Wey  in Forbes    Nagrobnik, ki ga je načrtoval in izklesal Monnot, kaže papeža sedečega na prestolu nad sarkofagom, čigar relijef prikazuje, kako je Jan Sobieski osvobodil Dunaj pred Turki. Ob boku mu stojita alegorična lika, ki predstavljata Vero (Faith) in Pogum (Fortitude).
Nagrobnik je nastajal od 1697 do 1704. Grob leži v južni ladji Sv. Petra. Monot je zopet uporabil okraševanje v raznobarvnem marmorju, ki so ga prvič uporabili pri spomeniku Urbana VIII.. Novost je postavitev likov Vere in Pogumnosti. Prenatrpanost okrasja napoveduje prihod novega sloga - rokokoja. 

### Papež Inocenc XI. v sodobni književnosti
The Ring and the Book * Oddfish * Imprimatur

1. Delo Roberta Browninga The Ring and the Book prikazuje Inocenca kot pomembno osebnost: ukvarja se z bogoslovnim samogovorom, ki sestavlja deseto knjigo pesnitve.
2. V zgodovinskem romanu Čudak! (angleško Oddfish)[55] [56] je Benson [57] predstavil papeža Inocenca XI. kot gorečega varuha katoliške pravovernosti.
3. V zgodovinskem romanu Imprimatur [58] [59] zakonca Rita Monaldi in Francesco Sorti opisujeta domnevne dogodke v letu 1683, ki je bilo v marsičem - ne le v bitki za Dunaj - odločilno za evropsko prihodnost. Zgodba namiguje, češ da so papež in njegova družina denarno podprli protestanta Viljema III. [60] ter tako pomagali poraziti katoličanom naklonjenega angleškega kralja Jakoba II. [61], ki si je pred protestanti rešil življenje s pobegom v Francijo. Ko je zavladal, je sicer vzbudil upanje, da so se za angleške katoličane začeli boljši časi, vendar so ga njegove samodržne težnje in politična nepreudarnost pripeljali do propada. [62]

### Trnova pot do poblaženja
Ljudstvo je imelo Inocenca za svetnika že za življenja; ob njegovi smrti pa je Švicarska garda komaj ubranila veliki množici, da ni odnesla vsega trupla in oblačil za relikvije. Postopek za poblaženje (prištetje k blaženim, beatifikacijo) za Inocenca XI. je sprožil že 11. aprila 1691 njegov naslednik Inocenc XII., kar mu je prineslo naslov Božjega služabnika; nadaljeval ga je Klemen XI. in Klemen XII., toda zaradi francoskega nasprotovanja in obtožbe zavoljo janzenizma je Benedikt XIV. zadevo zamrznil. Zadevo je odtajal Pij XII., ko mu je dal naslov častitljivi 15. novembra 1955, a 7. oktobra 1956 ga je razglasil za blaženega.
Zaradi poblaženja so njegov sarkofag prenesli pod Oltar sv. Sebastijana v Kapeli sv. Sebastijana pri Sv. Petru, kjer je ostal do 8. aprila 2011, ko so ga od tam umaknili, da bi tja položili ostanke Janeza Pavla II. Inocenčevo truplo so prenesli pod oltar Gospodovega spremenjenja, ki se nahaja blizu Klementinske kapele z ostanki papeža Gregorja I. (590–604). Ta oltar je tudi križema od spomenika Inocenca XI., kjer je sicer bilo prvotno mesto njegovega pokopa.
Za njegov god je Pij XII. določil 12. avgust, dan njegove smrti; na Madžarskem obhajajo njegov god 13. avgusta.
Šušljalo se je, da bo v zvezi z napadi na ZDA 11. septembra Cerkev pospešila dolgo odlagan postopek za posvečenje Inocenca XI. kot papeža, ki je preprečil Turkom preplavljenje krščanstva v letu 1683, in kot vzporedje z napadalnim islamom. Avtorja menita, da so njuna “najnovejša odkritja” v romanu Imprimatur (ki pa nikakor niso nova) omadeževala Inocencijev ugled in da je zato bila zaustavljena njegova kanonizacija. 
Papež  se je baje zato zatekel k “nadomestnemu svetniku”, malo znanemu kapucinskemu pridigarju  Marku Avianskemu  (1631–1699) ki je uspešno spodbujal krščansko vojsko pred Dunajem 1683, Budimom 1686 in Beogradom 1688. Njegov postopek se je začel že davnega leta 1912, a “poblaženje” je potekalo v Rimu 27. aprila 2003.  

### Družinsko deblo
| papež Inocenc XI. | oče: Livio Odescalchi, plemič iz Coma            | očetov dedek: Guido Costantino Odescalchi | očetov pradedek: Bartolomeo Odescalchi | očetov prapradedek: Tommaso Odescalchi               |
| papež Inocenc XI. | oče: Livio Odescalchi, plemič iz Coma            | očetov dedek: Guido Costantino Odescalchi | očetov pradedek: Bartolomeo Odescalchi | očetova praprababica: Caterina Capelli               |
| papež Inocenc XI. | oče: Livio Odescalchi, plemič iz Coma            | očetov dedek: Guido Costantino Odescalchi | očetova prababica: Lucrezia Rusconi    | očetov prapradedek: Menapace Rusconi, nobile di Como |
| papež Inocenc XI. | oče: Livio Odescalchi, plemič iz Coma            | očetov dedek: Guido Costantino Odescalchi | očetova prababica: Lucrezia Rusconi    | očetova praprababica: Bianca Lavizzari               |
| papež Inocenc XI. | oče: Livio Odescalchi, plemič iz Coma            | očetova babica: Lucrezia Rusconi          | očetov pradedek: Paolo Rusconi         | očetov prapradedek: ?                                |
| papež Inocenc XI. | oče: Livio Odescalchi, plemič iz Coma            | očetova babica: Lucrezia Rusconi          | očetov pradedek: Paolo Rusconi         | očetova praprababica: ?                              |
| papež Inocenc XI. | oče: Livio Odescalchi, plemič iz Coma            | očetova babica: Lucrezia Rusconi          | očetova prababica: ?                   | očetov prapradedek: ?                                |
| papež Inocenc XI. | oče: Livio Odescalchi, plemič iz Coma            | očetova babica: Lucrezia Rusconi          | očetova prababica: ?                   | očetova praprababica: ?                              |
| papež Inocenc XI. | mati: Paola Sofia Castelli Giovanelli, plemkinja | materin dedek: Nicola Castelli            | materin pradedek: ?                    | materin prapradedek: ?                               |
| papež Inocenc XI. | mati: Paola Sofia Castelli Giovanelli, plemkinja | materin dedek: Nicola Castelli            | materin pradedek: ?                    | materina praprababica: ?                             |
| papež Inocenc XI. | mati: Paola Sofia Castelli Giovanelli, plemkinja | materin dedek: Nicola Castelli            | materina prababica: ?                  | materin prapradedek: ?                               |
| papež Inocenc XI. | mati: Paola Sofia Castelli Giovanelli, plemkinja | materin dedek: Nicola Castelli            | materina prababica: ?                  | materina praprababica: ?                             |
| papež Inocenc XI. | mati: Paola Sofia Castelli Giovanelli, plemkinja | materina babica: Giulia Giovanelli        | materin pradedek: Alessio Giovanelli   | materin prapradedek: ?                               |
| papež Inocenc XI. | mati: Paola Sofia Castelli Giovanelli, plemkinja | materina babica: Giulia Giovanelli        | materin pradedek: Alessio Giovanelli   | materina praprababica: ?                             |
| papež Inocenc XI. | mati: Paola Sofia Castelli Giovanelli, plemkinja | materina babica: Giulia Giovanelli        | materina prababica: ?                  | materin prapradedek: ?                               |
| papež Inocenc XI. | mati: Paola Sofia Castelli Giovanelli, plemkinja | materina babica: Giulia Giovanelli        | materina prababica: ?                  | materina praprababica: ?                             |

### Ocena
- Inocenc je odpravil nravne in upravne nerede. Zahteval je poučevanje katekizma, zvestobo redovnim zaobljubam ter strogo preverjanje kandidatov za duhovništvo in škofovstvo. Poskušal je ponovno uveljaviti ugled Svetega sedeža, kar je pa oviral novonastali absolutizem kraljev, ki niso trpeli vzporedne oblasti. Njegova dejavnost se je osredotočila na tri osnovne smeri: ozdravitev države, ki je bila na robu stečaja; uvajanje reda v kurijo, ki je bila dobro plačana pa malo delavna; ter odpravo zlorab med kleriki in verniki. Inocenc je branil papeško oblast in pravice, kjer so bile zaničevane. Zgodovinarji ga imajo za najpomembnejšega papeža svojega stoletja, obenem pa za najbolj poštenega in zglednega. [68]
- Večina njegovega vladanja so označile napetosti z Ludvikom XIV.. Med svojim papeževanjem je znižal davke v Papeški državi ter je dosegel celo višek v papeškem proračunu. Zavračal je nepotizem v Cerkvi. Inocenc XI. je bil varčen pri upravljanju s Papeško državo, najsi bo od oblačenja do življenja po krščanskih načelih. Ko so ga enkrat izvolili za papeža, se je posvetil nravni in upravni prenovi Kurije. Odpravil je sinekure [69] in spodbujal k večji preprostosti in jasnosti v pridiganju, kakor tudi k večjemu spoštovanju pri bogoslužju, najsi bo pri duhovščini ali vernikih.[70] [71][72]
- Sismondi [73] pa piše: “Davno je imela Cerkev takega poglavarja, ki bi ga podložniki bolj ljubili, ki bi pred krščanstvom imel večji ugled in ki bi ga bolj priporočale njegove čednosti in čvrst značaj.” Zato res čudi, da ga nekatere Cerkvene zgodovine sploh ne omenjajo [74], ali pa to storijo le kot mimogrede[75].
- Protestant Ranke – ki se sicer ni mogel vzdigniti nad snovnost – ga na svoj način označuje takole: “Bil je tak človek, ki je sluge poklical k sebi samo takrat, če ravno niso imeli dela, ki bi jih zaposlovalo; njegov spovednik je o njem sveto zatrdil, da na njem ni nikoli zapazil ničesar, kar bi lahko oddaljilo njegovo dušo od Boga; bil je rahločuten in ponižen; ki pa ga je tankovestnost, ki je vladala v njegovem osebnem življenju, silila, da je dosledno izpolnjeval svoje dolžnosti.” [76]
- Najpomembnejši papež XVII. stoletja je bil nedvomno iz premožne comojske trgovske in bankarske družine Odescalchi izhajajoči Inocenc XI. Označila ga je globoka vernost in čistunstvo (puritanizem). Za obleko si je izbiral oblačila svojih prednikov; en talar je pa nosil tako dolgo, dokler se ni zaradi pranja razpadel. Njegovo stanovanje je obstajalo iz dveh sobic: spalnice-celice in neokrašene delovne sobe. Revmatični in na želodcu bolni papež je ostal puščavnik tudi na prestolu svetega Petra. Po osvoboditvi Dunaja od turškega obleganja je papež razglasil vojno za osvoboditev Ogrske za  križarsko vojno. 2. septembra 1686 je bila osvobojena trdnjava Budim. Uspehi na Ogrskem v bojih proti Turkom so odprli nove možnosti ne le za katoliško obnovo (protireformacijo), ampak so prehodno tudi povečali mednarodni ugled papeštva. [77]
- V Budimpešti , kjer so postavili njemu v čast kip, ga častijo kot Rešitelja Ogrske. Zbral je evropske sile za obrambo krščanstva pred muslimanskimi Turki, kar je pripeljalo do zmage pri Dunaju in osvoboditve Budimpešte kakor tudi skoraj cele zgodovinske Ogrske.[78]
- Inocenca smatrajo za odličnega papeža 17. stoletja zlasti zaradi njegovega visoko moralnego značaja. V času pogoste papeške podkupljivosti je bil prost od nepotizma in je nedvomno neoporečna osebnost. [79]

#### Bellua insatiabilis
Malahijeva prerokba pravi o njem, da je Nenasitna zverina (latinsko Bellua insatiabilis; angleško Insatiable beast). Reklo "nenasitna zverina" ali "pošast" postavljajo v zvezo z levom v grbu Inocenca XI.